# کبرای خزری
کبرای خزری یا  کفچه‌مار یا کبرای کاسپین(نام علمی: Naja oxiana) نام یک گونه از تیره کفچه‌ماران است.